# Terschellingia pontica
Terschellingia pontica är en rundmaskart som beskrevs av Nikolai Nikolaievich Filipjev 1918. Terschellingia pontica ingår i släktet Terschellingia och familjen Linhomoeidae. Inga underarter finns listade i Catalogue of Life.